# Gemüseschneider

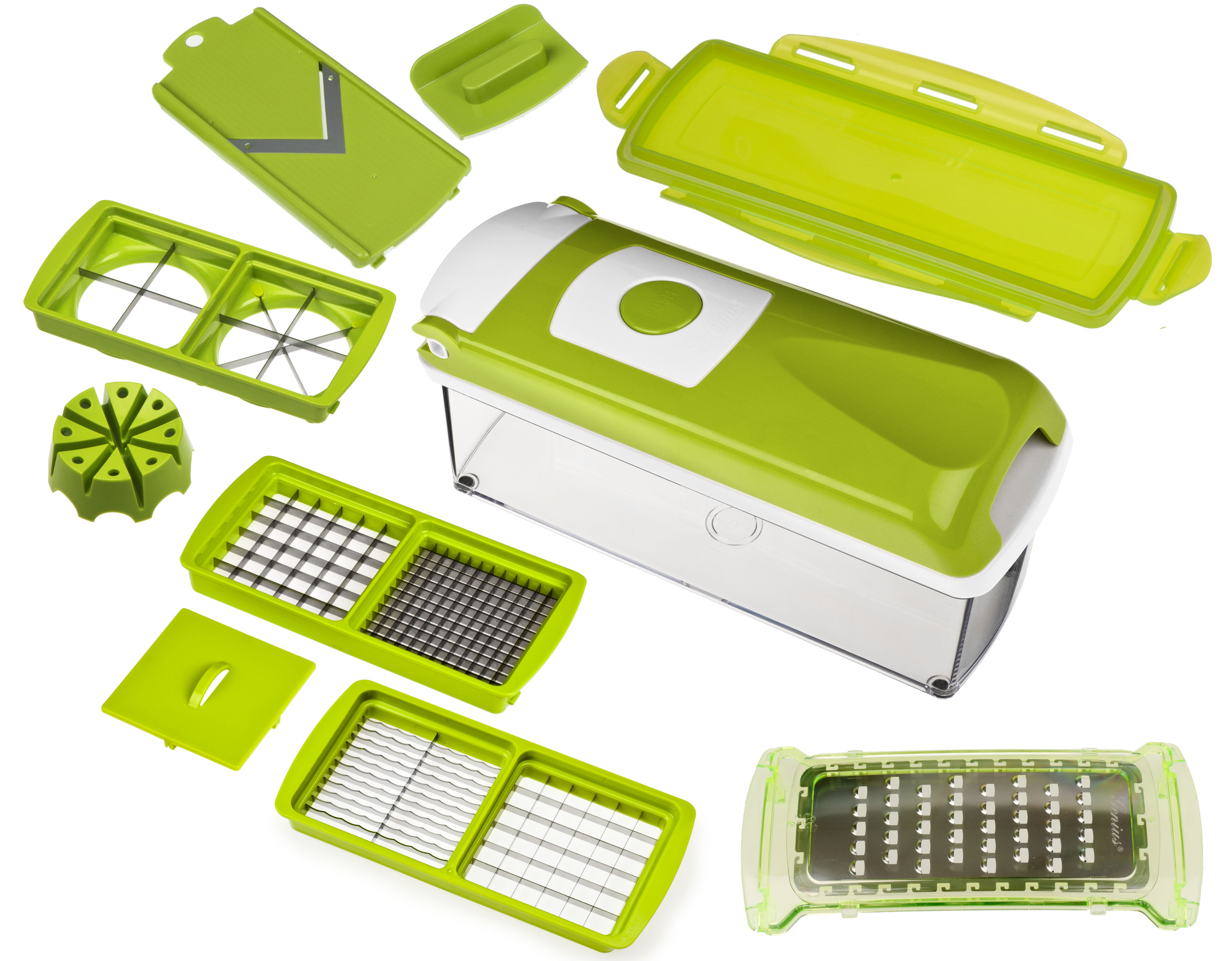
Gemüseschneider der Marke Nicer Dicer von Genius

Ein Gemüseschneider ist ein nicht elektrisches Küchengerät, mit dem festes Gemüse, wie Gurken, Kartoffeln oder Rettich, in verschiedene Schnittstärken und Schnittformen (Scheiben, Stifte oder Würfel) geschnitten werden können. Das Gerät kann aber auch zum Schneiden von Obst, Käse und Wurst genutzt werden.

## Funktionsweise
Es gibt verschiedene Gemüseschneider-Modelle, die sich in Technik und Handhabung unterscheiden.
Einige Gemüseschneider weisen in der Handhabung große Ähnlichkeit zum Gemüsehobel auf. Diese Modelle bestehen aus einem wechselbaren Messereinsatz, der auf einer waagerechten Schneidefläche angebracht wird. Durch auswechselbare Klingensätze lassen sich verschiedene Schnittformen in kurzer Zeit realisieren. Im Gegensatz zum Gemüsehobel befindet sich an der Unterseite des Gemüseschneiders jedoch ein Auffangbehälter, in dem das geschnittene Gemüse gesammelt wird. Die Verletzungsgefahr ist durch das schnelle Hin- und Herbewegen des Gemüses relativ hoch, weswegen häufig ein sogenannter Schneidguthalter zum Lieferumfang gehört.
Bei anderen Modellen (oft als Zwiebelschneider bezeichnet) wird das Gemüse auf einen Schneideeinsatz gelegt und durch das Schließen einer Deckelklappe fixiert. Das geschnittene Gemüse wird ebenfalls in einem Auffangbehälter gesammelt. Mit diesem Wirkprinzip ist es auch möglich, Obst und Gemüse zu vierteln oder achteln. Die Verletzungsgefahr ist durch die Nutzung der Klappe deutlich geringer.
Eine weitere Funktionsweise besitzen Gemüseschneider mit rotierenden Messern in einem runden Behälter, die durch einen Seilzug angetrieben werden. Am besten geeignet sind diese zum Zerkleinern kleinerer Mengen an Zwiebeln oder Knoblauch.